# Karen Putzer
Karen Putzer (Bolzano, 29 de septiembre de 1978) es una deportista italiana que compitió en esquí alpino.
Participó en tres Juegos Olímpicos de Invierno, entre los años 1998 y 2006, obteniendo una medalla de bronce en Salt Lake City 2002, en la prueba de supergigante.
Ganó dos medallas en el Campeonato Mundial de Esquí Alpino de 2001, en las pruebas de eslalon gigante y combinada. En la Copa del Mundo consiguió ocho victorias y dieciseis podios en total.

## Palmarés internacional
| Juegos Olímpicos   | Juegos Olímpicos                | Juegos Olímpicos  | Juegos Olímpicos |
| Año                | Lugar                           | Medalla           | Prueba           |
| ------------------ | ------------------------------- | ----------------- | ---------------- |
| 2002               | Salt Lake City (Estados Unidos) | Medalla de bronce | Supergigante     |
| Campeonato Mundial |                                 |                   |                  |
| Año                | Lugar                           | Medalla           | Prueba           |
| 2001               | St. Anton (Austria)             | Medalla de plata  | Eslalon gigante  |
| 2001               | St. Anton (Austria)             | Medalla de bronce | Combinada        |